# VLM Airlines
VLM Airlines (нидерл. Vlaamse Luchttransportmaatschappij, рус. ВиЭлЭм Эйрлайнз) — региональная бельгийская авиакомпания.

## История
Компания VLM Airlines начала свою деятельность в мае 1993 года регулярными рейсами между аэропортами Антверпена (первый хаб) и Лондон-Сити (второй хаб).
В 2007 году в авиакомпании работали более 400 человек, она перевезла 745781 пассажиров. 24 декабря 2007 года Air France-KLM договорилась о покупке авиакомпании VLM Airlines.
В 2008 году авиакомпания сообщила об итогах 2007 года: была получена чистая прибыль в размере €3.6 миллионов в течение последних 10 лет, оборот вырос до €112 миллионов, а число пассажиров выросло на 9 % до 745781.
28 мая 2009 года Air France-KLM объявила о том, что с 2010 года VLM Airlines будет работать под брендом региональной авиакомпании CityJet, которая уже была партнёром Air France-KLM в Ирландии. Хоть бренд VLM Airlines будет заменен на CityJet, обе авиакомпании продолжат работать независимо. Вскоре был создан единый сайт авиакомпаний.
В октябре 2014 года VLM Airlines объявила о планах взять в лизинг в общей сложности 14 самолётов SSJ-100 с увеличенной дальностью полёта.
В 2015 году авиакомпания эксплуатировала 11 турбовинтовых самолетов Fokker 50. Штат насчитывал 160 работников. Генеральный директор авиакомпании Хемиш Дэвидсон. Для деятельности использовались два хаба — бельгийский Антверпен и немецкий Фридрихсхафен. Перевезено порядка 300 тысяч пассажиров.
С начала 2016 года в авиакомпании установилась сложная финансовая ситуация, вследствие которой многие пилоты покинули авиакомпанию, а заказчики чартерных рейсов отменили свои заявки. Началась программа реструктуризации долгов. 3 марта 2016 года VLM Airlines отменила заказ на самолёты Sukhoi Superjet 100 российской компании «Гражданские самолёты Сухого». По заявлению Хемиша Дэвидсона: — «Решение принято, главным образом, из-за потенциального риска самолёта, версия с увеличенной дальностью полёта еще не прошла сертификацию EASA. Я знаю, была проведена большая работа, но это не исключает поисков новых самолётов для нашего бизнеса».
В мае 2016 года руководство VLM Airlines подало в суд заявление о защите от кредиторов сроком на шесть месяцев. 22 июня авиакомпания прекратила полёты, а руководство вновь обратилось в суд, но уже с заявлением о банкротстве. 

## Флот
Флот авиакомпании включает 19 самолетов Fokker 50, способных перевозить по 50 пассажиров каждый.
На сентябрь 2009 года средний возраст флота составляет 19.9 лет.
В 2007 году VLM использовала самолет BAe 146, арендованный у авиакомпании Flightline.

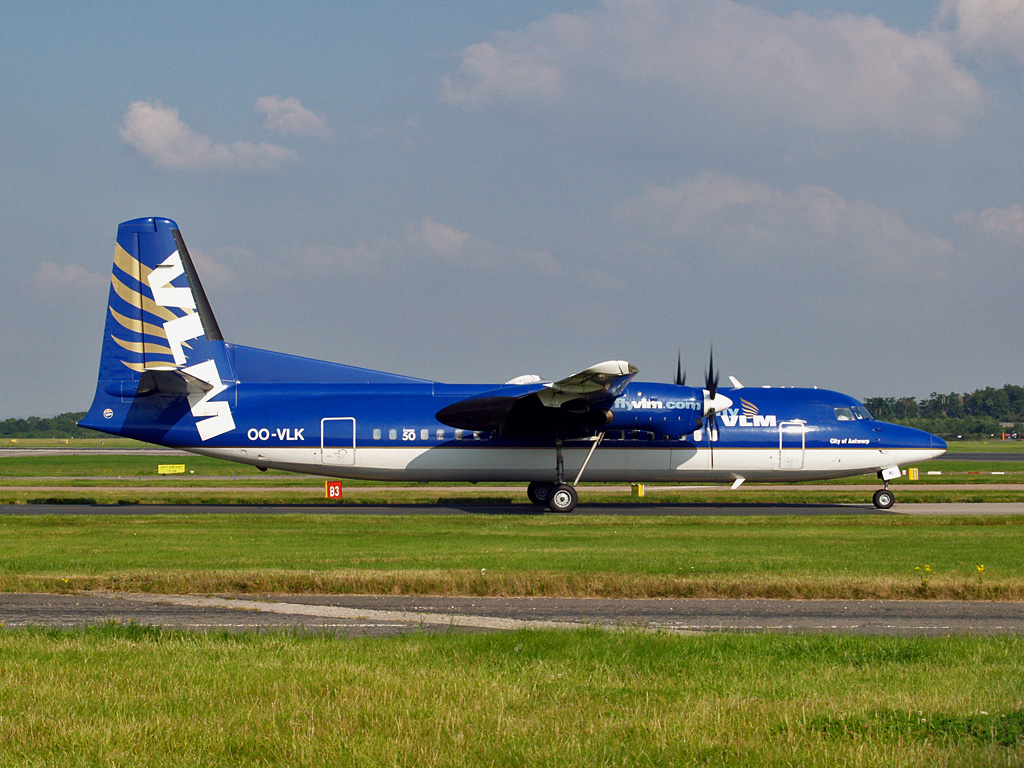
Настоящая раскраска самолёта Fokker 50 компании VLM current livery

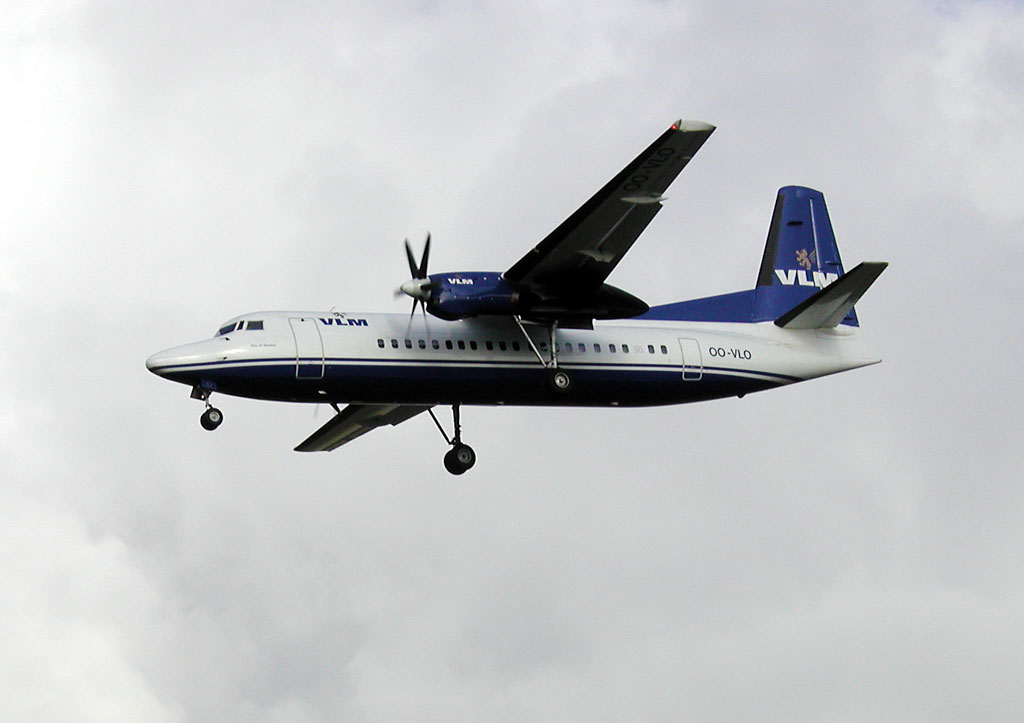
Раскраска самолёта Fokker 50 компании VLM в 2001 году